# Žutnica
Žutnica falu Horvátországban Krapina-Zagorje megyében. Közigazgatásilag Krapina községhez tartozik.

## Fekvése
Krapina központjától 4 km-re északra, a Strahinjčica-hegység völgyében fekszik.

## Története
A falunak 1857-ben 50, 1910-ben 116 lakosa volt. Trianonig Varasd vármegye Krapinai járásához tartozott. 2001-ben a falunak 283 lakosa volt.

## Külső hivatkozások
Krapina város hivatalos oldala